# Siklós András (történész)
Siklós András (Schön András, Budapest, 1922. október 28. – Budapest, 1994. január 26.) történész, egyetemi tanár.

## Életútja
Illegális kommunistaként tevékenykedett, tagja volt az MKP-nak, az MDP-nek, majd az MSZMP-nek. 1945 után a MKP központi könyvtárának munkatársa volt, 1948 és 1952 között pedig osztályvezetői rangban a Munkásmozgalmi Intézetnél állt alkalmazásban. 1952-től tanított az ELTE Bölcsészettudományi Karán az Újkori és Legújabbkori Magyar Történeti Tanszéken. 1956-ban adjunktus lett, 1961-ben szerezte meg a történelemtudományok kandidátusa címet, 1984-ben pedig doktori címet nyert. Egyetemi tanárként dolgozott. Neje, Vincze Edit (1927–1980) szintén történész volt. Sírja a Farkasréti temetőben található (12/2. parcella, 4-14).

## Művei
- A magyar parasztság története. 1948;
- Az 1918-1919. évi magyarországi forradalmak: források, feldolgozások. 1964;
- Az 1918-1919. évi magyarországi forradalmak. Magyarország története, 2, 1964;
- Bibliográfia Magyarország legújabbkori történetéhez. Az 1955-1965 között megjelent fontosabb könyvek, tanulmányok, cikkek jegyzéke, 1966;
- Magyarország története 1918-1919, 1919-1945 [többekkel], 1976;
- Magyarország 1918-1919: Események, képek, dokumentumok, 1978;
- A Habsburg-birodalom felbomlása, 1918: A magyarországi forradalom, 1987;
- Revolution in Hungary and the dissolution of the multinational state, 1918, 1988.